# Галлицизм
Галлици́зм (от лат. Gallicus «галльский», фр. gallicisme) — слово или выражение, происходящее или заимствованное из французского языка.
Следует учитывать, что само понятие галлицизм не совсем верно, так как до 99 % заимствований из французского имеют латинское (точнее, романское) происхождение и не имеют к вымершему галльскому языку (кельтскому по происхождению) никакого отношения. Тем не менее, современный французский язык развился из народной латыни на территории бывшей Римской Галлии, откуда и произошло название галлицизм. Оно более благозвучно, чем «французизм». Галлицизмы довольно многочисленны в лексике и отчасти семантике современного литературного русского языка, куда они интенсивно проникали в конце XVIII — первой половине XIX вв., хотя со временем часть из них устарела, превратившись в историзмы и архаизмы. Количество галлицизмов также значительно и в ряде других языков мира, куда они попали в разное время. Английский, немецкий, голландский, румынский и молдавский, польский, японский, турецкий, лингала и многие африканские языки имеют значительное количество галлицизмов . Например, в болгарском языке более 5500 французских слов. 

## Терминология
К прямым лексическим галлицизмам относятся некоторые слова бытового обихода, в том числе и связанные с модой: кашне, пенсне, шато, пресс-папье, папье-маше, макияж, парфюм, одеколон, вуаль и др. Будучи важным языком мирового научного прогресса в XVIII веке французский привнёс в русский язык слова, связанные с техникой, наукой, моделированием и архитектурой: модель, макет, этаж, туалет, фойе, планшет, машина, вакцина. Из французского языка пришли названия многих новых профессий и связанных с ними учреждений: ресторатор, кучер, портье, стажёр, дублёр, контролёр, шофёр, пилот и др. Экспрессивно-эмоциональная лексика также частично пополнилась заимствованиями из французского: афера, аферист(ка), шарлатан, бюрократ, алармист, популист, коммунист и др.
Наряду с лексическими галлицизмами для русской литературы типичны галлицизмы синтаксиса, то есть синтаксические конструкции, перенятые из французского языка.
Особое место среди галлицизмов занимают буквальные переводы французских выражений («кальки»), которые стали естественной реакцией русского языка на высокое количество прямых заимствований; например, «иметь место» (< фр. avoir lieu). Калькой с французского языка являются слова: впечатление (< фр. impression), влияние (< фр. influence), «трогательный» (< фр. touchant) и др. Для сравнения, все эти слова пришли в английский как прямые заимствования (impression, influence, touchy), а не кальки.

## Русский язык
Галлицизмы начали пополнять русскую лексику с XVIII века. В XX—XXI веках, в связи с ослаблением роли французского как языка международного общения, количество заимствований из французского сократилось до минимума. Более того, наблюдается тенденция (по крайней мере в разговорно-публицистическом стиле) к замене ряда галлицизмов более модными англицизмами типа «мейкап» вместо «макияжа» или «прайс-лист» вместо «прейскуранта» .

## Другие языки

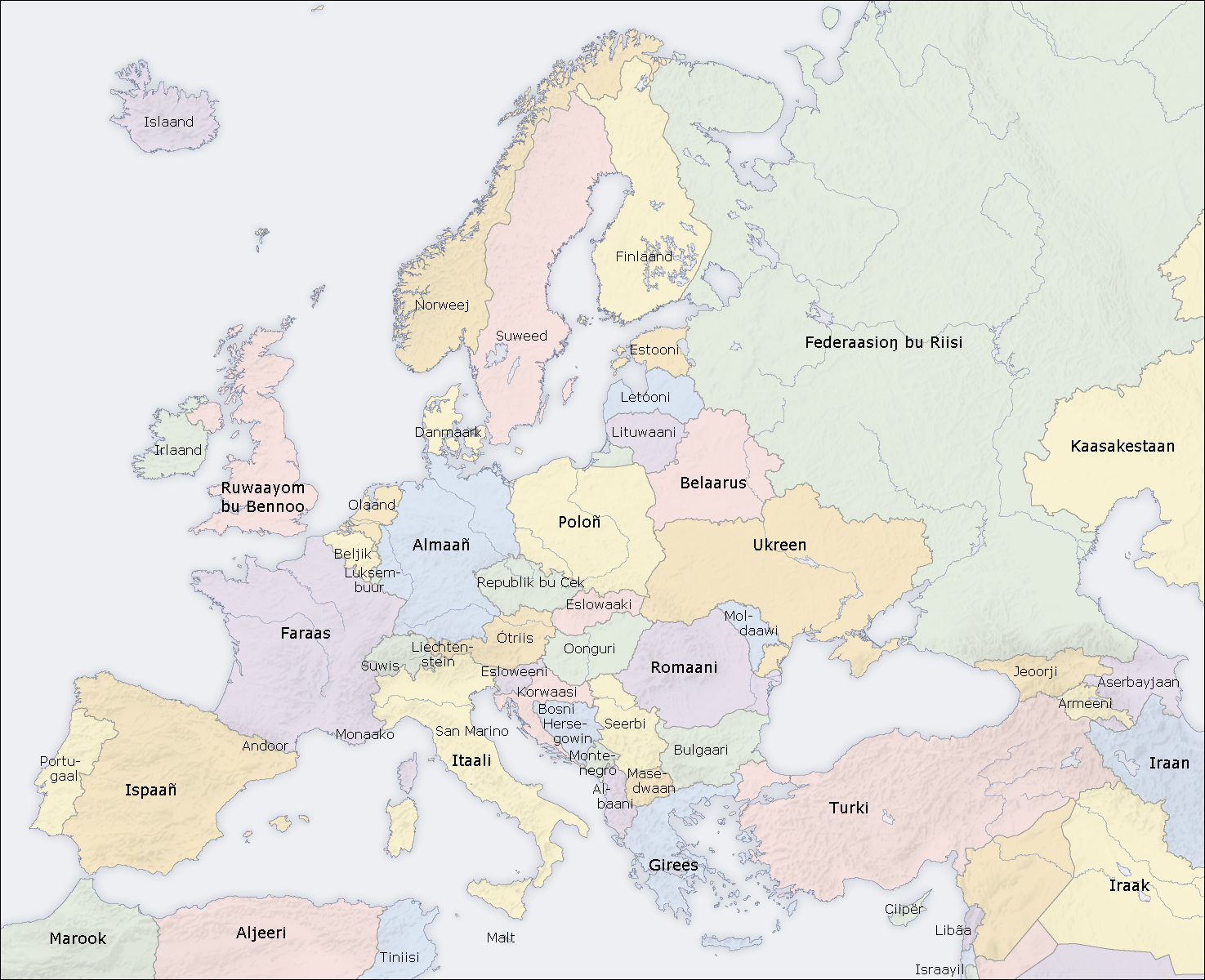
Карта стран Европы на языке волоф (названия стран в основном заимствованы из французского, но в адаптированном виде)

Влияние французского и близкого ему нормандского языка было наиболее значительным в средневековой Англии. Это привело к тому, что в современном английском сохраняются обширные пласты французской и другой романской лексики (language, glass, page, change, mushroom, chase, catch, cause, mirror, arrogant, sumptuous, mail и др.). Влияние французского языка на голландский язык и особенно на его фламандские диалекты было очень существенным, сохраняясь в Бельгии до сих пор. В XIX веке обширные пласты французской лексики были переняты деятелями так называемой Трансильванской школы в Румынии. Румынский язык принял большое количество французской лексики (шомаж, сурыде, ымпортант, элев и др.). Разного рода кальки из французского языка имеются во всех романских, в том числе и в испанском (Canadá — Канада).
Сильное лексическое влияние французского языка до сих пор прослеживается в бывших колониях Франции (Экваториальная Африка, страны Магриба), то есть там, где французский продолжает играть роль лексификатора в функции языка межнационального общения или же второго языка. Интересно, что первые галлицизмы в современном греческом языке (рандеву) появились ещё в эпоху крестовых походов, в период между 1204 и 1456 годами, когда после первого падения Константинополя (1204) под ударами крестоносцев пала Византийская империя и на греческих землях образовалась так называемая Латинская империя и зависимые от неё государства (Афинское герцогство, Ахейское княжество и др.), в которых официальным языком двора и католических рыцарей был старофранцузский язык.
В XIX веке влияние французского испытал вьетнамский язык.